# Choe Wi-Hyon
Choe Wi-Hyon (15 de mayo de 2008) es un deportista norcoreano que compite en saltos de plataforma. Ganó una medalla de plata en el Campeonato Mundial de Natación de 2025, en la prueba de plataforma 10 m sincro mixto.

## Palmarés internacional
| Campeonato Mundial | Campeonato Mundial  | Campeonato Mundial | Campeonato Mundial           |
| Año                | Lugar               | Medalla            | Prueba                       |
| ------------------ | ------------------- | ------------------ | ---------------------------- |
| 2025               | Singapur (Singapur) | Medalla de plata   | Plataforma 10 m sincro mixto |